# NGC 999
NGC 999 is een balkspiraalstelsel in het sterrenbeeld Andromeda. Het hemelobject werd op 8 december 1871 ontdekt door de Franse astronoom Édouard Jean-Marie Stephan.

## Synoniemen
- PGC 10026
- UGC 2127
- MCG 7-6-47
- NPM1G +41.0077
- ZWG 539.66